# Il clan del quartiere latino
Il clan del quartiere latino (Sans sommation) è un film del 1973 diretto da Bruno Gantillon.